# Conan (talk show)
Conan é um talk show americano criado e apresentado por Conan O'Brien. O programa, que vai ao ar de segunda a sexta às 11 horas (Zona de Tempo Oriental) pelo canal TBS, é co-apresentado por Andy Richter. A música do show é de Jimmy Vivino and the Basic Cable Band. No ar desde novembro de 2010, Conan é um favorito da crítica e do público.